# 너나 좋아해 나너 좋아해
《너나 좋아해 나너 좋아해》는 대한민국의 남매 듀엣 '현이와 덕이'의 두 번째 정규음반이다. 장덕이 모든 곡들을 작사 · 작곡한 '현이와 덕이'의 정규 1집 음반 《순진한 아이》 음반과는 달리 이 음반에서는 장덕의 오빠 장현 또한 작사 · 작곡에 참여하고 있다. 총 수록곡은 11곡이며 이 가운데 오리지널 신곡은 동명 타이틀곡 <너나 좋아해 나너 좋아해>를 포함한 9곡이다. 나머지 2곡(<소녀와 가로등>와 <순진한 아이>)은 《순진한 아이》음반에 수록된 버전들의 재편곡 버전들이다.

## 배경
미국 유학을 마치고 돌아온 장덕은 솔로 정규 1집 음반 《날 찾지 말아요》를 발표하며 성공적으로 재기를 이루었지만 솔로 정규 2집 음반 《사랑하지 않을래》가 생각보다 큰 반응을 얻지 못하면서 솔로 활동에의 어려움을 느끼게 되었고 대부분의 시간을 방 안에 틀어박혀 우울히 보내게 된다. 어린 시절 뭣 모르고 오빠와 함께 음반을 내고 노래를 불렀던 때와 공백기를 가졌다가 성인이 되어 솔로로 복귀, 겪게 되는 현재의 연예계는 너무도 달랐던 것이다. 혼자 라는 점, 그리고 모든 것을 혼자 해내야 한다는 점 또한 그녀를 힘들게 만들었다. 방송국에서 전화가 와도 "덕이 없어요" 한 마디만 던지고 전화를 끊을 정도였다. 이런 장덕의 안타까운 소식을 미국서 전해들은 장덕의 어머니 이숙희 여사는 당시 '현이와 거룩한 성'으로 활동하고 있던 장현에게 전화를 걸어 '현이와 덕이'의 재결성을 권하였는데. 장현 또한 지금이 '현이와 덕이'가 재결성하는 적절한 시기라고 판단, 1985년 4월 울산에서 서울로 상경하여 장덕에게 현이와 덕이의 재결성을 제안하게 된다. 장덕은 오빠의 눈물을 보며 고마움을 느꼈다. 결혼해서 가정을 꾸려나가고 있는 오빠의 제안에 차마 부탁도 못하고 있는 처지였기 때문이다. 곧 '현이와 덕이'는 곡을 만들며 녹음을 시작, 두 달 후 정규 2집 음반 《너나 좋아해 나너 좋아해》를 발표하였으며, 동명 타이틀곡 <너나 좋아해 나너 좋아해>가 가요 순위 10위권 안에 진입하는 순조로운 성공을 거두게 된다. 장덕의 막힌 숨통이 트이게 되는 순간이었다. <너나 좋아해 나너 좋아해>는 음악다방. 음악감상실, 나이트클럽 등 다운타운가에서 특히 큰 인기를 끌었다.

## 곡 목록
- 다음 곡 목록은 LP 기준이며 모든 곡들이 장덕 또는 장현에 의해 작사 · 작곡되었다.

Side one
1. "이젠 안녕" (장덕 작사 / 장현 작곡) - 03:24
2. "뒤늦은 후회" (장현 작사 / 장덕 작곡) - 03:31
3. "그대의 투정" (장덕 작사 / 장덕 작곡) - 03:01
4. "해바라기 사랑" (장현 작사 / 장덕 작곡) - 03:22
5. "잠깐" (장덕 작사 / 장현 작곡) - 02:38
6. "관심" (장덕 작사 / 장현 작곡) - 02:58

Side two
1. "너나 좋아해 나너 좋아해" (장현 작사 / 장덕 작곡) - 02:40
2. "차라리" (장현 작사 / 장현 작곡) - 03:39
3. "그대 지금 없지만" (장덕 작사 / 장덕 작곡) - 02:57
4. "소녀와 가로등 (Ver.2)" (장덕 작사 / 장덕 작곡) - 03:27
5. "순진한 아이 (Ver.2)" (장덕 작사 / 장덕 작곡) - 03:04

## 관련 기사
- 1985년 9월 5일 매일경제 "남매듀엣 현이와 덕이 7년만에 재결합" at Naver newslibrary